# Antoni de Sisteré Hernández
Antoni de Sisteré Hernández (Reus, 1844 - Barcelona, 1922) va ser un pintor i enginyer català.

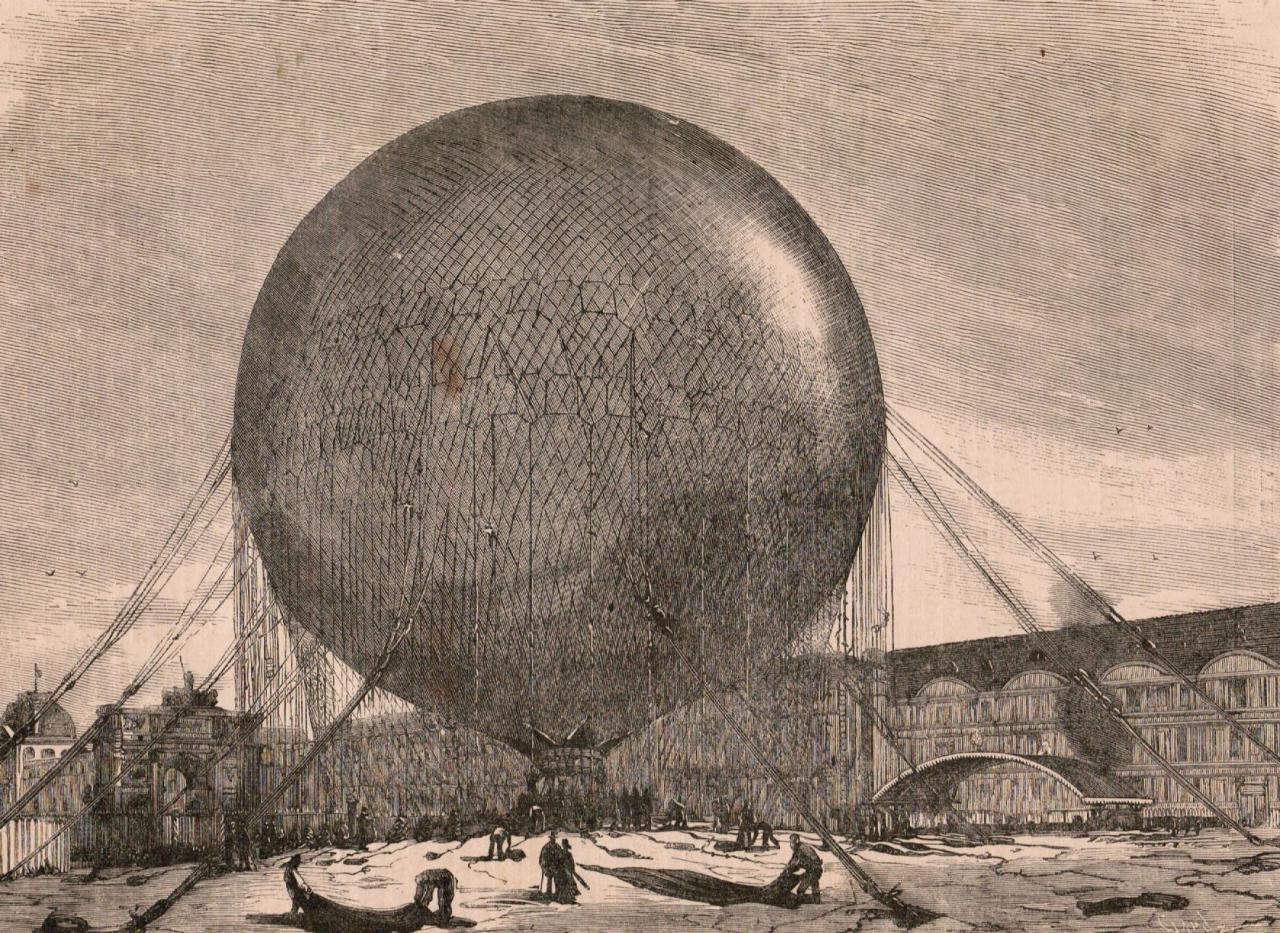
Globus captiu a l'Exposició Universal de París el 1878

De molt jove va anar a Madrid a l'Acadèmia de San Fernando, on va ser deixeble de Federico de Madrazo, i es va fer amic del seu fill, Ricardo de Madrazo, germà de Cecília de Madrazo. A través d'ell va conèixer al també reusenc Marià Fortuny, i el 1867 era a Roma amb ell. Es va estar a Roma dos anys, on pintà quadres de temes històrics i aquarel·les. El 1869 era a Madrid. El 1871, 1872 i 1873 va fer diverses exposicions de les seves obres a Barcelona. Seguia però el seu aprenentatge a París (1872-1874), on treballava al taller de Léon Cogniet. A París es va relacionar amb els pintors Martín Rico i Rogelio de Egusquiza i va mantenir amb Fortuny una correspondència regular. A finals de 1874 va obrir un estudi a Barcelona,a la rambla de les Flors. El 1878 va presentar alguns quadres a l'Exposició Universal de París, i va conèixer els globus aerostàtics, cosa que el va fer interessar-se per l'aeronàutica i va començar estudis d'enginyeria. Del 1878 al 1881 va seguir exposant a París, i aquell any va anar a Madrid a fer un retrat de la reina Maria Cristina. El 1882, en acabar el quadre, va ser felicitat per la reina, i des d'aquell moment va usar el títol de Baró de Catllà. Acabà a Madrid els estudis d'enginyeria i fundà amb el seu germà la societat "Sisteré y Compañía", dedicada als globus aerostàtics. El 1888 va muntar a l'Exposició Universal de Barcelona un globus aerostàtic captiu, que pilotava. El va utilitzar el fotògraf Antoni Esplugas i Puig per algunes de les seves imatges aèries de la ciutat. Instal·là després la seva empresa a Madrid, al Parc del Retiro, on hi va instal·lar un globus. Un accident el 1890 quan se li va incendiar l'aparell que conduïa, va fer que tanqués l'empresa i emigrés a Mèxic. Allà actuà d'enginyer de ferrocarrils. Tornat a l'estat espanyol, va morir a Barcelona el 25 de novembre de 1922.